# Ahlborn-Orgel
Ahlborn-Orgel ist ein als  Ahlborn und Steinbach K.G. im Jahr 1955 gegründetes Unternehmen in Heimerdingen, einem Stadtteil von Ditzingen im Landkreis Ludwigsburg in Baden-Württemberg. Es ist seit seiner Gründung auf die Herstellung elektronischer und digitaler Tasteninstrumente spezialisiert. Seit 1960 wurde das Unternehmen als Ahlborn-Orgel GmbH geführt. Das Unternehmen produziert und vertreibt bis heute elektronische und digitale Orgeln für den liturgischen Bereich, für Kirchen und Friedhofskapellen, aber auch Orgeln für den Unterhaltungsbereich.

## Geschichte

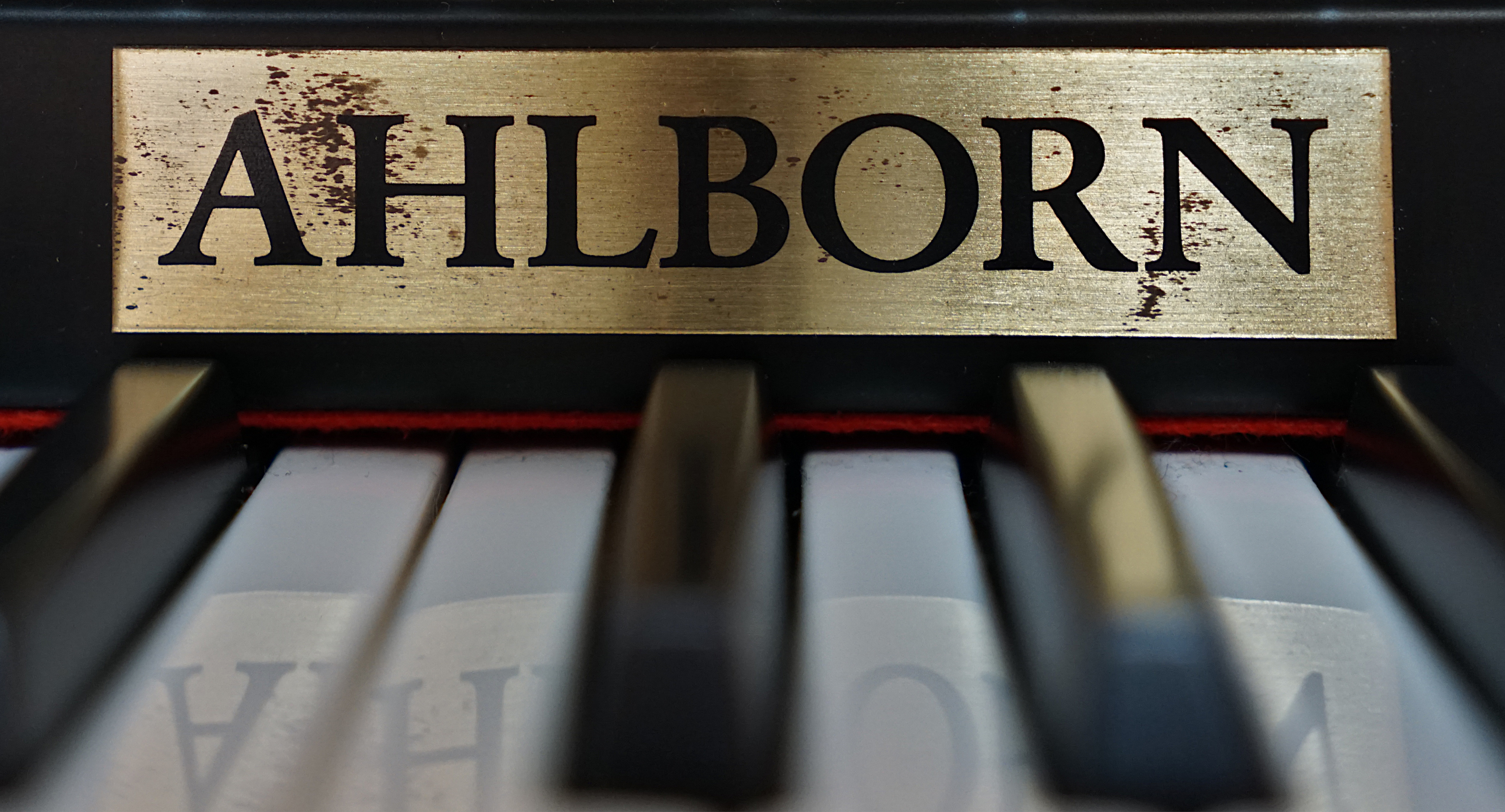
Markenschild der Firma Ahlborn

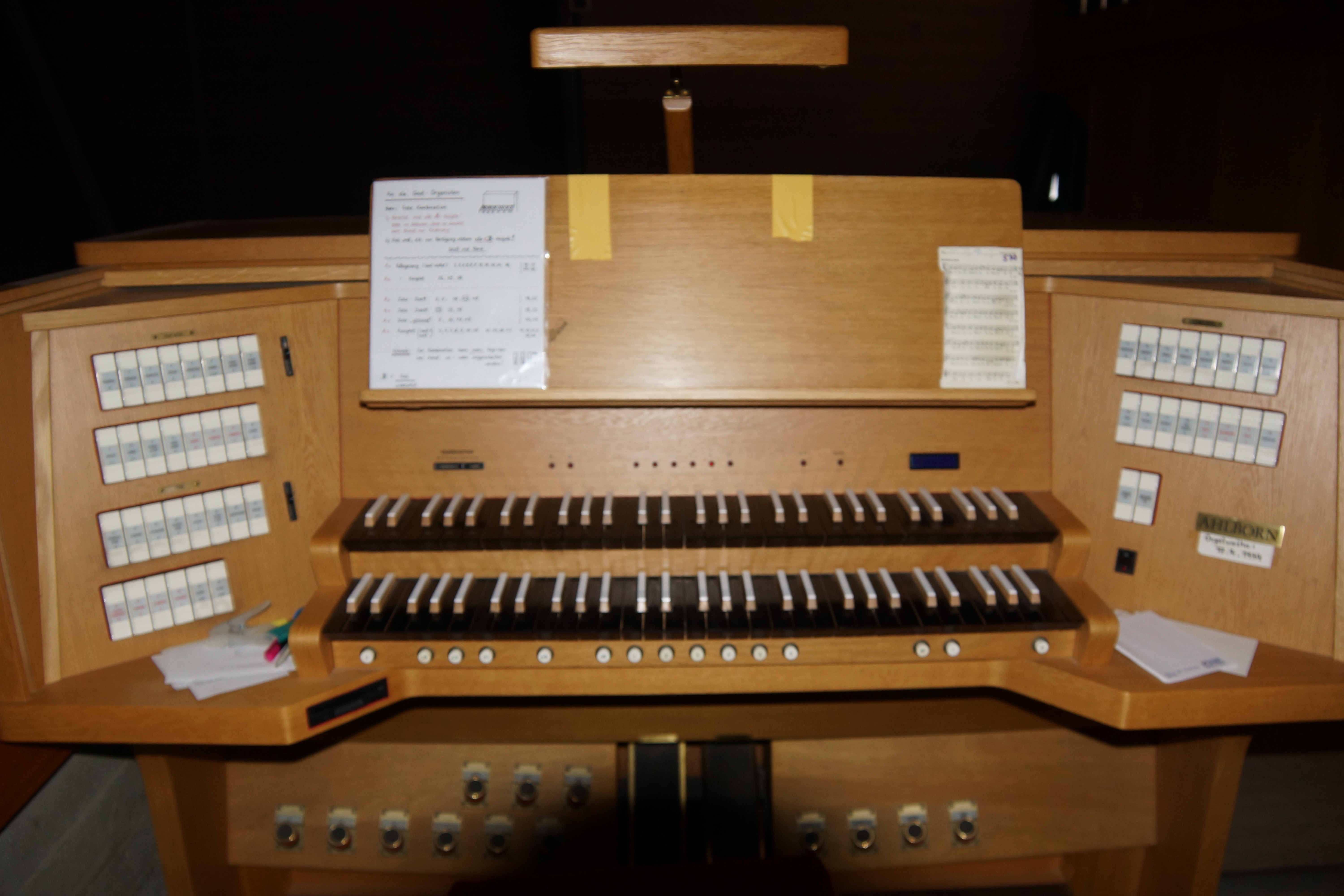
Ahlborn-Orgel in St. Josef in Raigering

Bei seiner Gründung bezog das Unternehmen zunächst das frühere Heimerdinger Schulhaus in der Hindenburgstraße. Später wurde der Betrieb in das neuerschlossene Industriegebiet in Heimerdingen verlegt. Anfang der 1970er Jahre wurde das Unternehmen von Klaus Beisbarth als Geschäftsführer, dem Ingenieur Otto Riegg als technischem Leiter, dem Kantor Josef Michel als künstlerischem Leiter, von Heinz Heindel als Leiter der Unterhaltungsmusik sowie von Prinz Karl Anton von Hohenzollern geleitet.